# César Vásquez Bazán
César Alejandro Vásquez Bazán (Callao, 4 de abril de 1952) es un economista, investigador, profesor universitario, escritor y político peruano. 

## Biografía
Estudió en el Colegio San Andrés de Lima y continuó su educación en la Universidad Nacional Mayor de San Marcos, donde se graduó como bachiller en economía (1974) y economista (1975). Cursó postgrados en Alta Administración de Instituciones Financieras (Pontificia Universidad Católica del Perú, Lima, 1980) y en Desarrollo, Planificación y Políticas Públicas (Instituto Latinoamericano y del Caribe de Planificación Económica y Social, Santiago de Chile, 1986). En la Universidad de Denver (Colorado, EE. UU.) recibió la maestría (MA, 1993) y el doctorado en Estudios Internacionales (PhD, 2003).
Su disertación doctoral versó sobre El neoliberalismo autocrático y el dilema peruano: La economía política de la década de Fujimori (2003). Ha escrito Respuesta a una infamia (1991), La propuesta olvidada (1987), Tendencias demográficas, condiciones de vida y política de población en el Perú (1987), Cien días: bases para un plan económico de emergencia (1985) y Congreso Económico Nacional (1982).
En el Perú se desempeñó como profesor asociado de economía en la Universidad de Lima y director del Centro de Investigaciones Económicas y Sociales de esa Universidad. En los Estados Unidos trabajó como profesor en la Escuela de Estudios Internacionales para Graduados y en el University College de la Universidad de Denver.
Sus principales áreas de interés profesional se encuentran en los campos de las políticas económicas y sociales, la economía política peruana y la historia económica y social del Perú.

## Vida Política
Entre el 15 de mayo de 1989 y el 27 de julio de 1990 fue el sexto y último ministro de economía y finanzas del Perú durante el régimen constitucional que presidió Alan García.
- Datos: Q5202647